# کرس (تگزاس)
کرس، تگزاس (به انگلیسی: Kress, Texas) یک شهر در ایالات متحده آمریکا با جمعیت ۸۲۶ نفر است که در تگزاس واقع شده‌است.

## موقعیت جغرافیایی
موقعیت جغرافیایی شهرها و مناطق اطراف به شرح زیر است: